# イラン侵攻 (イラン・イラク戦争)
イラン侵攻（イランしんこう）は、イラン・イラク戦争開戦時、イラク軍によるイラン領土への侵攻戦である。

## 概要
1913年に結ばれたコンスタンティノープル議定書から始まったイラク・ペルシャ（イラン）の国境問題は、その後1970年頃から激化、1975年にアルジェ協定で一時停止するかと思われたが、6年後の1980年にサッダーム・フセインはアルジェ協定を一方的に破棄。長年の問題の解決を図るべく、イラク軍を越境させシャッタルアラブ川とフーゼスターン州を確保しようとした。

## 攻撃
1980年9月23日払暁、イラク軍機甲・機械化師団4個約50,000人は一斉に中部・南部国境を突破。第1悌隊2個機甲師団、第2悌隊2個機械化師団はフーゼスターン州の占領を目指し進撃した。進撃方向は3つに分かれ、
左翼は国境のサマイダおよびムシャーン方面から交通の要衝デズフールへ。
中央はスーサンゲルド方面からアフヴァーズへ。
右翼はハミド西側付近から国境を突破し、イラン国道を通過し右旋回して南下、イランの主要港湾都市ホッラムシャフルを通過しアーバーダーン向かった。
助攻として1個師団を中部国境地帯のケルマーンシャー州カスレ・シリンに差し向け、1個師団をすぐ南のイーラーム州メヘラーンへ進撃させた。特にカスレ・シリンはアルジェ合意で返還が予定されており、さらにここから西へ180kmに首都バグダードがあり、イラク軍はなんとしてでも脅威を取り除くべく確保しなければならなかった。しかし、当時国交断絶寸前のシリア対策として1〜2個師団、首都防衛用に1個師団、さらにクルド人対策として1個師団を国内に拘置せざるを得ず、イラン侵攻には当初全計6個師団のみが投入された。
結果として、地上部隊は攻勢作戦としては戦力が不足し、航空攻撃も低調であった為（詳細はイラン・イラク戦争における航空戦を参照）に攻撃は遅々としたものであった。

## イラン軍反撃
イラン軍は不意急襲を受ける形となったが、意外に早期に立ち直り戦車400輌を集めてこれらを埋没させトーチカの代わりとした。またカールーン川を数度に渡り決壊させ、イラク軍の進撃を妨害した。9月28日にはAH-1 コブラが第1線に到着、直ちに対地攻撃に任じイラク軍機甲部隊に大損害を与え戦果を挙げた。

## イラク軍進撃
それでも進撃速度こそ遅かったが、イラク軍は圧倒的物量を活かし着々と前進。
9月27日、アフヴァーズを制圧（実際は包囲しただけ）。ホッラムシャフルとアーバーダーンへの圧力を強めた。
中部戦線においても9月23日にカスレ・シリンと南100kmのスマールを確保、ここから先は山岳地帯で大規模部隊の進撃には適さず、イラン軍は防御手薄のまま過ごし、イラク軍はここで進撃を停止した。イーラーム州正面においても同様にメヘラーンとデフロナーンを占領して進撃を停止した。
10月6日に、ホッラムシャフルを占領。10月10日にはイラク軍はカールーン川を渡河した。（詳細は、ホッラムシャフル解放戦を参照。）
この頃にはイラク軍は、航空機対策としてZSU-23-4を機甲部隊に随伴させ、イラン軍の対戦車ヘリに対抗した。
10月12日、アーバーダーンまで約14kmに到達。10月中旬にはイラク軍は南部戦線のみで5個師団90,000人、戦車700輌展開したが、フーゼスターン州の地形は平坦ではあったが地表に塩分が噴出した湿地帯が多く、機甲戦闘には適さなかった。
11月2日に、アーバーダーン攻略を開始。（詳細は、アーバーダーン包囲戦を参照）

## その後
9月28日、国際連合安全保障理事会はイラン欠席のまま国際連合事務総長の交渉による和解を受け入れるように要求、国連安保理決議479号を満場一致で採択した。
翌9月29日、イラクは決議を受け入れる用意があると声明。さらにフセイン大統領は10月1日から10月4日にかけて一方的に停戦すると宣言した。イラク側は1〜2週間でイランが停戦に応じると目算があった。しかし、イランはこれらを無視、ルーホッラー・ホメイニー師は徹底抗戦を叫び、テヘランでは強硬派と穏健派との対立があり、アボルハサン・バニーサドル大統領の権限は弱く、イランの戦争指導体制は四分五裂にあった。
両軍、膠着状態に陥りつつあった。イラク軍は他方面防御のために国軍の半分を貼り付けねばならず、侵攻に必要とされた戦力の不足、前線指揮官の質的問題（シーア派系イラク人の問題もある）や侵攻地区の地形的制約、兵站能力の限界等の諸問題がこれ以降の進撃を阻んだ。
イラン軍は、イラン革命により国軍将校が多数粛清（処刑ではなく軍からの追放である）され部隊の質が急激に低下し、禁輸措置により外国からの武器弾薬が輸入されず継戦能力が低下、さらに軍事には素人であるイマーム・ウラマー達が実権を握り、その軍事能力はさらに低下していた。